# Ходзугава-Мару
Ходзугава-Мару (Хозукава-Мару, Hozukawa Maru) — транспортне судно, яке під час Другої світової війни взяло участь у операціях японських збройних сил на Філіппінах та в архіпелазі Бісмарка.

## Передвоєнна історія
Хозугава-Мару спорудили в 1941 році на верфі Kawaminami Kogyo на замовлення компанії Toyo Kaiun.
13 жовтня 1941 судно реквізували для потреб Імперської армії Японії.

## Вторгнення на Філіппіни
18 грудня 1941 Хозугава-Мару та ще 71 транспорт, сформовані у три ешелони, вийшли з портів Формози та попрямували на південь, маючи на борту 14-ту армію. 21 грудня вони досягли затоки Лінгаєн на західному узбережжі острова Лусон та почали висадку сил вторгнення на Філіппіни.

## Рейси до Рабаулу
У другій половині 1943-го діяльність Хозугава-Мару була пов'язана із важливим транспортним хабом Палау у західній частині Каролінських островів. Звідси, зокрема, провадилось постачання японського угруповання в архіпелазі Бісмарка, котре вело важку боротьбу з союзниками на Соломонових островах та сході Нової Гвінеї.
4—13 липня 1943 Хозугава-Мару у складі конвою O-404 здійснило перехід з японського порту Саєкі до Палау. Через кілька діб воно рушило далі разом конвоєм SO-705 та 24 липня прибуло до Рабаулу (головна база в архіпелазі Бісмарка на острові Нова Британія). У серпні Хозугава-Мару повернулось на Палау, звідки 18—28 серпня здійснило перехід до японського порту Уджина в складі конвою FU-806.
21 вересня — 2 жовтня 1943 Хозугава-Мару у складі конвою O-209 знову здійснило перехід із Саєкі до Палау. Подальший маршрут судна не цілком зрозумілий. Є дані, що в жовтні Хозугава-Мару повернулось до Японії, 31 жовтня — 11 листопада в складі конвою O-112 здійснило черговий рейс із Саєкі до Палау, а 30 листопада — 11 грудня повернулось з Палау до Саєкі в конвої FU-008.
У першій половині січні 1944-го Хозугава-Мару вчергове опинилось на Палау. 9—12 січня воно у складі конвою O-904 пройшло на атол Трук у східній частині Каролінських островів (тут розташована створена ще до війни потужна база японського ВМФ, з якої до лютого 1944-го провадились операції та постачання гарнізонів у цілому ряді архіпелагів), а 13 січня вийшло до Рабаулу разом з конвоєм O-905.
16 січня за три десятки кілометрів на захід від острова Новий Ганновер конвой атакували літаючі човни PBY «Каталіна», які потопили три з чотирьох суден, і в тому числі Хозугава-Мару. Загинуло 3 члени екіпажу.